# Putheri
Putheri es una  ciudad censal situada en el distrito de Kanyakumari en el estado de Tamil Nadu (India). Su población es de 5576 habitantes (2011). Se encuentra a 68 km de Thiruvananthapuram y a 69 km de Tirunelveli. 

## Demografía
Según el censo de 2011 la población de Putheri era de 5576 habitantes, de los cuales 2798 eran hombres y 2778 eran mujeres. Putheri tiene una tasa media de alfabetización del 95,53%, superior a la media estatal del 80,09%: la alfabetización masculina es del 97,30%, y la alfabetización femenina del 93,74%.